# Толбот, Джон, 10-й граф Шрусбери
Джон Толбот (англ. John Talbot, 10th Earl of Shrewsbury, 10th Earl of Waterford; 1601 — 8 февраля 1654) — английский дворянин, 10-й граф Шрусбери, 10-й граф Уотерфорд и 10-й лорд высший стюард Ирландии (1630—1654).

## Биография
Единственный сын Джона Толбота из Лонгфорда, Шропшир (умер в 1607 году), и Элеоноры Баскервиль, дочери сэра Томаса Баскервиля из Волверсхилла, Херефордшир, и Бринсопа, Херефордшир. По отцовской линии был внуком сэра Джона Толбота из Графтона (1545—1611) и Кэтрин Петре.
В апреле 1630 года после смерти своего бездетного дяди, Джорджа Толбота, 9-го графа Шрусбери (1566—1630), Джон Толбот унаследовал титулы 10-го графа Шрусбери, 10-го графа Уотерфорда и 10-го лорда высшего стюарда Ирландии.
Сохранял верность римско-католической вере и участвовал на стороне короля Карла I Стюарта в гражданской войне против парламента. Джон Толбот был первым комиссаром совета графств Ланкашир, Шропшир и Стаффордшир в 1644/1645 году. Он служил в роялистском гарнизоне Вустера, который сдался парламенту в июле 1646 года. В 1647 году его поместья были конфискованы по указу парламента на основании того, что он был «папистом и преступником» (то есть католиком и роялистом).
В сентябре 1651 года Джон Толбот, 10-й граф Шрусбери, сопровождал Карла II Стюарта, когда последний бежал после поражения в битве при Вустере, в приорат Белых Дам, где король скрывался некоторое время.
Граф Шрусбери скончался 8 февраля 1654 года в Тасморе, графство Оксфордшир. Ему наследовал его второй сын, Фрэнсис Толбот, 11-й граф Шрусбери.

## Браки и дети
Граф Шрусбери был дважды женат. Его первой супругой стала Мэри Фортескью, дочь сэра Фрэнсиса Фортескью. Дети от первого брака:
- Фрэнсис Толбот (ум. 17 июля 1641), жена Джорджа Винтера, 1-го баронета[англ.] (1622—1658)
- Джордж Толбот, лорд Толбот (ок. 1620 — 7 марта 1644), женат на Мэри, дочери Перси Герберта, 2-го барона Поуиса (1598—1667)
- Фрэнсис Толбот, 11-й граф Шрусбери (1623 — 16 марта 1667), преемник отца
- Гилберт Толбот (ок. 1631—1702), женат на Джейн Флетсбери, отец Гилберта Толбота, 13-го графа Шрусбери
- Мэри Толбот (ум. 15 марта 1711), 1-й муж — Чарльз Арунделл[англ.], 2-й муж — Мервин Туше, 4-й граф Каслхейвен (умер в 1686)

Джон Толбот вторично женился на достопочтенного Фрэнсис Арундел (1614 — после 1652), дочери Томаса Арунделла, 1-го барона Арундела из Уордора (ок. 1560—1639), от брака с которой у него было три сына:
- Джон Толбот
- Буно Толбот
- Томас Толбот